# Bistonina biston
Bistonina biston is een vlinder uit de familie van de Lycaenidae. De wetenschappelijke naam van de soort werd als Thecla biston in 1876 gepubliceerd door Möschler.